# Юденпфенниг
Юденпфенниг (нем. Judenpfennig — дословно «еврейский пфенниг») — народное название медных монет негосударственной чеканки, имевших хождение в Рейнской области в начале XIX столетия. Их появление вызвано нехваткой мелкой разменной монеты, возникшей вследствие прекращения её чеканки официальными властями. Ситуацией воспользовались частные фирмы, как внутри, так и вне Германии, которые с целью получения прибыли наладили массовый выпуск разнообразных по изображению и дате выпуска монет. Их распространяли через сеть мелких менял, торговцев и коммивояжеров. Так как среди этих групп населения преобладали евреи, то монеты в народе получили название «еврейских». С возобновлением выпуска пфеннигов в 1820-е годы официальные власти предприняли меры по прекращению циркуляции денежных знаков негосударственной чеканки.

## История
После поражения Пруссии в 1807 году в войне четвёртой коалиции против Наполеона, она потеряла все свои территории восточнее Эльбы. Прекращение чеканки разменных монет привело к их нехватке на внутреннем рынке Рейнской области. Этой ситуацией воспользовались частные фирмы. Большое количество юденпфеннигов производили в германских землях, предположительно во Франкфурте. Также известен заказ официальных властей Гессена фирме «Хайтефус», имевшей меднопрокатный станок, отчеканить соответствующих монет из 10 тонн меди. Предполагается, что большое количество юденпфеннигов производили промышленным способом в Бирмингеме. Затем их через Голландию нелегально ввозили в германские земли, где распространяли через сеть мелких менял, торговцев и коммивояжеров. Так как среди этих групп населения преобладали евреи, то монеты в народе получили название «еврейских».
Неофициальный характер выпусков не был секретом для населения. Однако потребность в наличии мелкой разменной монеты, которую не чеканило центральное правительство, вынуждала население использовать юденпфенниги в денежном обороте. Производство и реализация юденпфеннигов стали крайне выгодными. Так, некий коммивояжер Нойсер за 10 месяцев самостоятельно переправил через границу около тонны монет, заработав 54 тысячи гульденов.

## Внешний вид
Юденпфенниги были крайне разнообразны по изображению и дате выпуска. В ряде случаев на монетах находилось обозначение номинала в пфеннигах или геллерах, а в ряде в несуществующих денежных единицах, таких как «Atribuo», «Theler», «Halbac», «Ropell», «Wiener», «Halbag». Столь же произвольным было и нанесённое изображение: обычно это щит с 2 глиняными трубками, рукой, звездой, венком, львом или петухом.
В нумизматической литературе описано более 20 типов юденпфеннигов. Их датировка также крайне разнообразна: 1703, 1740, 1807—1821.

## Вывод из обращения
С возобновлением массовой чеканки разменной монеты прусскими властями были предприняты строгие меры, такие как конфискация монет и привлечение к суду. Это привело к уменьшению поступления и выводу из оборота юденпфеннигов, длительное время участвовавших в денежном обороте, несмотря на сомнительный характер их происхождения.